# 오르미

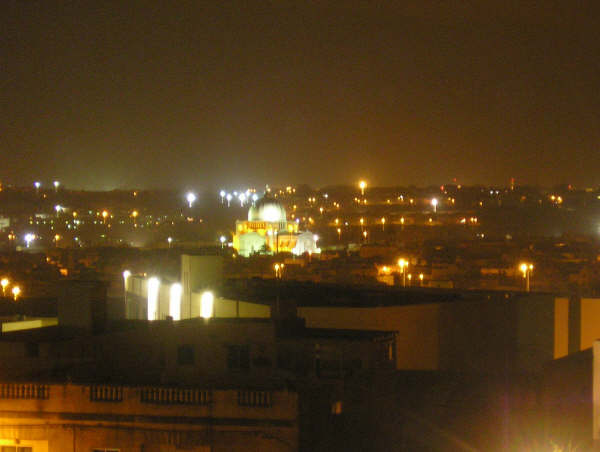
오르미의 야경

몰타지도에서 오르미의 위치. 붉은색으로 칠해진 곳이 오르미이다.

오르미(몰타어: Qormi)는 몰타의 도시로 면적은 5.0 km2, 인구는 16,850명(2011년 3월 기준), 인구 밀도는 3,400명/km2이다. 수도 발레타 남서부에 위치한다.

시기
시 문장